# Приче из бечке шуме
„Приче из бечке шуме” је југословенски телевизијски филм из 1985. године. Режирао га је Александар Ђорђевић, а сценарио је написао Одон вон Хорват.

## Улоге
| Глумац                | Улога |
| --------------------- | ----- |
| Љубиша Бачић          |       |
| Гојко Балетић         |       |
| Татјана Бељакова      |       |
| Бранимир Брстина      |       |
| Дејан Чавић           |       |
| Синиша Ћопић          |       |
| Љиљана Драгутиновић   |       |
| Светислав Гонцић      |       |
| Ксенија Јовановић     |       |
| Војислав Кривокапић   |       |
| Ладо Лесковар         |       |
| Милан Цаци Михаиловић |       |
| Предраг Милетић       |       |
| Мило Мирановић        |       |

Остале улоге  ▼
| Глумац                     | Улога |
| -------------------------- | ----- |
| Драган Николић             |       |
| Весна Пећанац              |       |
| Чедомир Петровић           |       |
| Ружица Сокић               |       |
| Властимир Ђуза Стојиљковић |       |
| Љубивоје Тадић             |       |
| Ратко Танкосић             |       |
| Рената Улмански            |       |
| Танасије Узуновић          |       |
| Аљоша Вучковић             |       |